# Vol espacial no tripulat

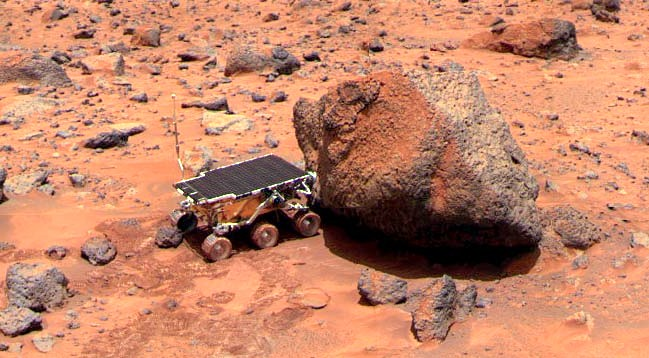
El Sojourner pren les mesures amb el Alpha Proton X-ray Spectrometer a la Roca Yogi.

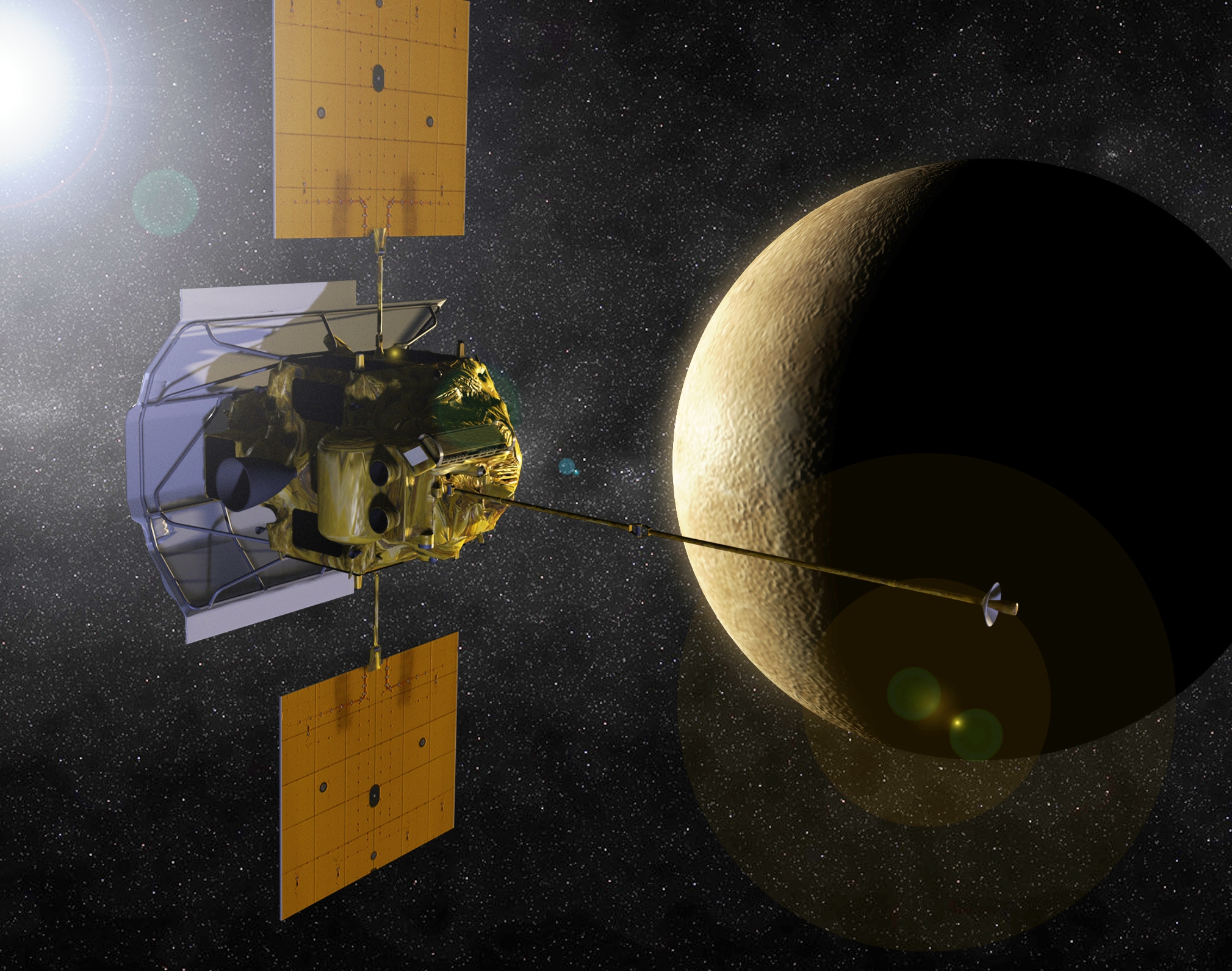
Una interpretació artística de la nau espacial MESSENGER a Mercuri

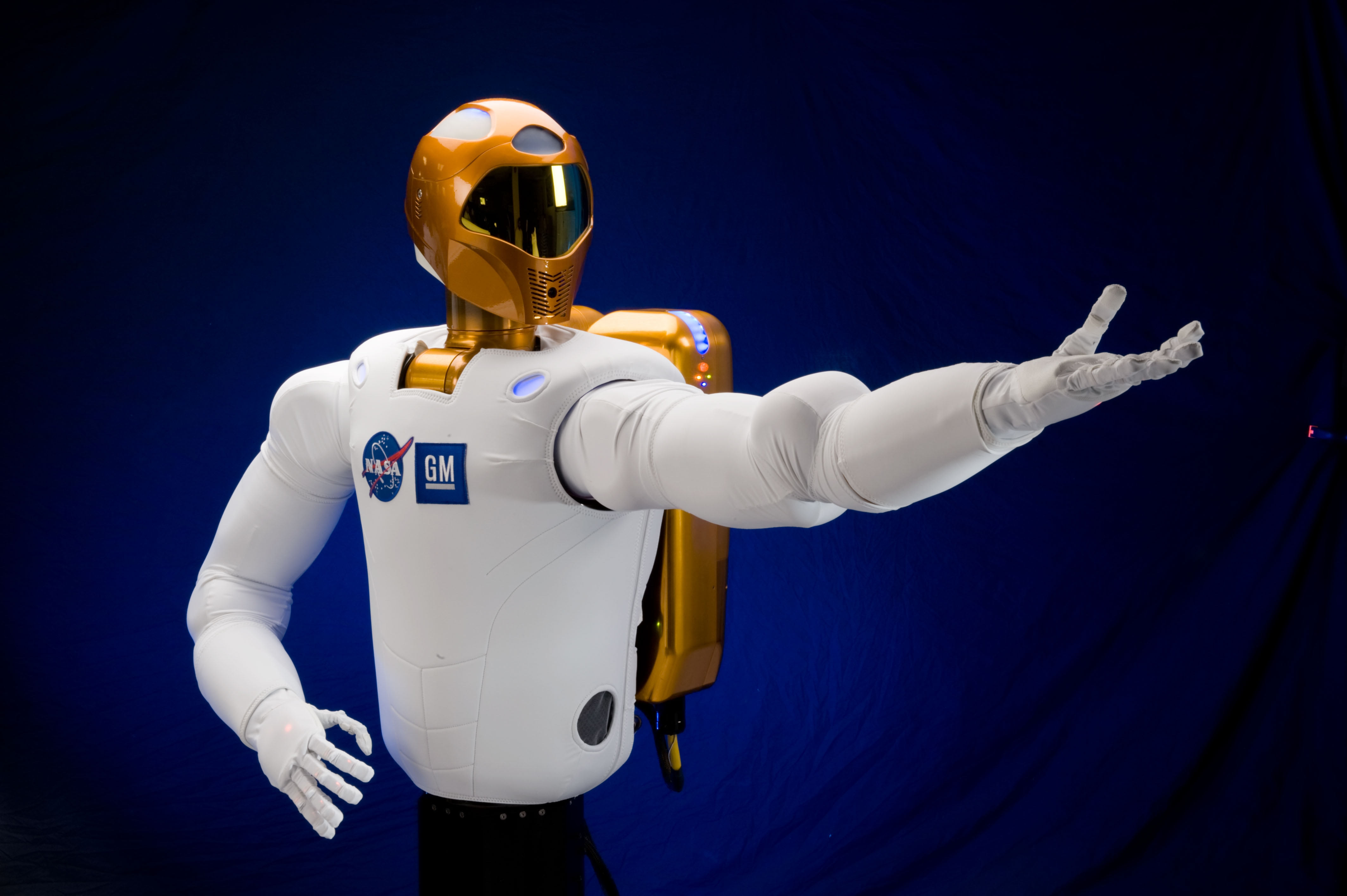
R2 en el juliol de 2009

Un vol espacial no tripulat és tota activitat espacial sense una presència humana necessària a l'espai. Això inclou totes les sondes espacials, satèl·lits i naus espacials robòtiques i missions. El vol espacial no tripulat és el contrari dels vols espacials tripulats

## Vol espacial no tripulat
Les subcategories del vol espacial no tripulat són les “naus espacials robòtiques” (objectes) i “missions espacials robòtiques” (activitats).
Una nau espacial robòtica és una nau espacial sense persones a bord, que normalment està sota control telerobòtic. Una nau espacial robòtica que està dissenyada per realitzar investigacions científiques, sovint s'anomena sonda espacial.
Les missions espacials no tripulades són les que utilitzen naus espacials controlades remotament. La primera missió espacial no tripulada va ser el Spútnik I, llançat el 4 d'octubre de 1957 per orbitar la Terra. Les missions espacials on animals però no humans són a bord són considerades missions no tripulades. Les missions espacials amb una tripulació mixta d'un humà i un altre animal són considerades missions tripulades.

### Beneficis
La majoria de missions espacials són adequades per operacions telerobòtiques que tripulades, causa del menor cost i menor factors de risc. A més, algunes destinacions planetàries com ara Venus o en la proximitat de Júpiter són massa hostils per a la supervivència humana, donada la tecnologia actual. Els planetes exteriors com ara Saturn, Urà i Neptú són massa lluny per arribar amb l'actual tecnologia dels vols espacials tripulats, per tant, les sondes telerobòtiques són l'única manera d'explorar.